# 萩原弥惣治
萩原 弥惣治（はぎわら やそうじ、1933年〈昭和8年〉9月22日 - 2021年〈令和3年〉4月5日）は、日本の政治家。位階は従四位。
前橋市長（2期）、群馬県議会議員（5期）、第68代群馬県議会議長、前橋市議会議員（3期）などを務めた。

## 経歴
群馬県勢多郡荒砥村大字西大室（現・前橋市西大室町）の農家に生まれる。父・熊作は公選初代の荒砥村長を務めた。1952年群馬県立勢多農林高等学校卒業。その後上京し講道館などで柔道の稽古に没頭する。3年ほどで帰郷し青年団活動に取り組み、1959年に県青年団連合会会長、翌年に日本青年団協議会常任理事となった。
1969年、前橋市議会議員に初当選し以後連続3期務める。1977年から1978年にかけては副議長も務めた。
1979年、群馬県議会議員に初当選し以後連続5期17年務める。1991年藍綬褒章受章。1995年5月16日から同年12月14日まで、第68代群馬県議会議長を務めた。
1996年の前橋市長選挙に立候補し初当選。2000年、前橋市長選挙で小野寺慶吾を破り2度目の当選。2004年、3期目を目指し、自民党、公明党、社民党、民主党の推薦を受けて市長選に立候補したが、元群馬県議会議長の高木政夫に敗れた。前橋市長選挙に於ける現職市長の落選は、これが市政初の出来事であった。落選後、政界から引退した。
2009年春の叙勲で旭日中綬章受章。
2021年3月11日に大腿骨骨折を負い、前橋市内の病院に入院。その後肺炎が判明したため、同市内の別の病院に転院し加療を続けていたが、同年4月5日、肺炎のため死去。87歳没。死没日をもって従四位に叙される。

## 人物
- 市長として、8番街地区の市街地再開発事業撤退、市東部地区の農業振興などの事業を成し遂げた。
- 県議会議員時代は政策同志会（福田系）に所属。前橋市長就任後は、中曽根系の支援を受けていた小寺弘之に対し、対決姿勢を鮮明に打ち出していた。しかし、2004年の前橋市長選において、県政塾（中曽根系）に属していた高木政夫に敗れてしまった。
- 2002年に、自伝を刊行して市内の有権者に無料配布したところ、しんぶん赤旗に告発された。
- 社団法人全国保健センター連合会会長、前橋工業団地造成組合管理者、前橋広域市町村合併協議会会長、国土審議会首都圏整備特別委員会委員、前橋広域市町村圏振興整備組合理事長などの要職を歴任した。
- 柔道家としても知られる。

## 主な著作
- 「生涯青春・本音で語れば」（あさを社）自伝